# 土田世紀
土田 世紀（つちだ せいき、1969年3月21日 - 2012年4月24日）は、日本の漫画家。

## 人物
秋田県平鹿郡大森町（現在の横手市大森町）出身。男性。秋田市立秋田南中学校、秋田県立新屋高等学校卒業。
幼い頃はそれほど漫画を読んでいたわけではなく、姉や友人が買ったものを読ませてもらう程度で、数を読むようになったのも漫画家としてデビューした後だった。絵に関しても近所に住んでいた人間から基礎を教わった程度だったが、絵を描くことはむしろ得意な方であり、科学技術庁長官賞を受賞したこともあったという。漫画らしきものを描き始めたのは高校生になってからで、その頃からクラスの仲間に見せてまわっていた。また高校時代の土田には自分の描いた不良たちのような一面もあり、「気合いの入った」髪型にするだけでなく、飲酒運転や無免許運転で捕まることもしばしばだった。高校2年生の時に、ニューヨークを舞台にした青春ストーリーを『漫画アクション』の新人賞に応募し、奨励賞を受賞した。
1986年、『残暑』にて『モーニング』ちばてつや賞一般部門・入選を受賞、次いで『未成年』（第3話として収録）にて『月刊アフタヌーン』四季賞を受賞した。『未成年』の舞台は東北であり（奨励賞を獲ったニューヨークと同じく）都市に対置される地方人の「泥臭さ」をテーマとして意識するようになる。実際に土田はインタビューで「僕が何を描いても泥臭くなっちゃうと思うんですよ。特に舞台がどこっていうのを意識しているわけじゃないんだけど」と語っている。
主な作品に『俺節』『編集王』『ギラギラ』『同じ月を見ている』など。ヒットが続き、1990年代半ばには一週間に2日しか家に帰れない日々が続いた。『同じ月を見ている』は、平成11年度第3回文化庁メディア芸術祭マンガ部門優秀賞を受賞。2005年には窪塚洋介主演で映画化もされた。2000年に『編集王』がフジテレビでドラマ化。2008年に『ギラギラ』がテレビ朝日でドラマ化。2017年に「俺節」が舞台化。
2012年4月24日、滋賀県栗東市の自宅で死去。43歳没。死因は肝硬変。漫画家の西原理恵子によれば、20代の頃から酒が入ってないと他人に会えないようなアルコール使用障害気味のタイプだったという。
結婚はしていたが、土田の希望により妻の存在は明らかにしていなかった。籍を入れない事実婚であったため、妻は葬儀では喪主を務めなかった。
『週刊漫画ゴラク』連載中の『かぞく』が遺作となった。亡くなる直前まで『夜回り先生』の最新作を執筆中だった。
母校である秋田県立新屋高等学校には、土田のサイン色紙が展示されている。

## 作風
土田自身が「泥臭い」と自嘲するように、その作風はしばしば時代錯誤的であったり「反トレンド」だとされている。たしかに世間や大勢に反発する登場人物たちは、涙や怒りを我慢しないが、それは単なる一手法ではなく、「人は本気で泣いたり笑ったり出来るし、そうしたいと思っている」という土田の哲学によるものである。そしてストーリーが時代に逆行するような泥臭い展開をみせても、読者はそこに溢れる感情の流れに快いカタルシスを感じてしまうのである。また、この横溢する感情は作画によっても表現されている。例えば夏目房之介は、土田の描く服のシワや顔の陰影が、「非常にしつこい」上、「演歌のような」重さがあることを指摘し、それが主人公の感情やコマの流れと連動して、巧みに（鉛筆によるデッサン画からほとんど白っぽい画面まで）軽重が変わりカタルシスにつながると述べている。夏目によれば、このように絵と感情とを同期させて凝縮し、読者を「掴む」ことこそ土田の真骨頂である。
少年時代に特に漫画を読んでたわけではなく、漫画家の友人も特にいない土田が好む作家は宮沢賢治であり、しばしば作中にも登場している。『同じ月を見ている』の主人公の水代元は宮沢賢治がモデルであり、作品の中にも、自分を勘定に入れない生き方（『雨ニモマケズ』）や、この身を何度焼かれたって構わない（『銀河鉄道の夜』）、世界全体が幸せにならない内は、個人の幸せはありえない等、宮沢賢治の詩や言葉が引用されている。直接の引用だけでなく、「自己犠牲」といったテーマにも共通するところが見い出せる。
浜田省吾の大ファンとしても知られ、『俺節』に浜田をモデルとしたキャラクター「浜田山翔」が登場する他、1998年〜1999年にはファンクラブ会報の表紙漫画を担当していた。
また新沼謙治の大ファンでもあり、演歌の世界を描いた出世作『俺節』の作品中には新沼の「おもいで岬」「嫁に来ないか」「ヘッドライト」「北の故郷」「情け川」「津軽恋女」「さよなら橋」「渋谷ものがたり」などが登場するほか、主人公・コージのキャラクターも新沼を思わせるものとなっている。また土田は、2010年刊行された『定本 俺節』上・中巻（太田出版）掲載のメールインタビューの中で、CD化して欲しい新沼の作品として、1976年発売のアルバム『望郷詩集』の収録曲「春陽炎」と、1977年発売のライブ盤『新沼謙治みちのく帰行』を挙げていた。

### 『編集王』
代表作の『編集王』は、情熱的な新人編集者と、データ主義の編集長との対立を通じながら漫画への愛が語られていく作品。漫画の世界の裏方ともいえる出版社や編集者をメインにすえ、アンケート至上主義や、有害コミック論争などの内幕的なテーマも正面から描いている。主人公のモデルともなった編集者の八巻和弘が原案をつとめており、その影響は大きいとされている。エピソードやキャラクターは八巻が実際に経験した話を土田が膨らませる形がとられた。そのためキャラクターなどに特定のモデルはいないという。
『編集王』はそのテーマゆえに話題を呼んだが、様々な事情があり、中途半端な状態で終了せざるを得なかった。

## 作品リスト
以下のリストは『土田世紀 43年、18,000枚の生涯』掲載の『土田世紀作品一覧（最新研究版）』に基づく。
- やりきれない気持 - 未発表（『土田世紀 43年、18,000枚の生涯』（単行本、2014年）に収録） : 原稿裏に「16歳高校二年」の書き込みあり
- 未成年 - 『モーニング』（1986年）→『月刊アフタヌーン』（1987年）→『アフタヌーンシーズン増刊』（1987年 - 1988年） : デビュー作
- 卒業 - 『モーニング』（1987年）
- 百姓の血 - 詳細不明（1987年）
- 永ちゃん - 『月刊アフタヌーン』（1988年 - 1989年）
- タックルBEAT - 『月刊アフタヌーン』（1989年 - 1990年）
- ハタチ - 『シンバッド』（1990年 - 1991年）→『ヤングクラブ』（1991年）
- V8人生 - 『モーニング』（1990年）
- 高（たか） - 『モーニング』（1990年）、原作：仲村雅彦
- ツッチーのラグビーでドン - 『タックルBEAT』（単行本、1990年） : 描き下ろし
- ツッチーのラグビーでポン - 『タックルBEAT』（単行本、1990年） : 描き下ろし
- ツッチーの極道をかいま見る - 『高 （1巻）』（単行本、1990年） : 描き下ろし
- 俺節 - 『ビッグコミックスピリッツ』（1991年 - 1993年）
- せっかちピンちゃん - 『パチンカーワールド』（1991年 - 1993年）
- 鯱－シャチ - 『コミックGiga』（1991年）
- まめから節 - 『ビッグコミックスピリッツ』（1991年）
- デブ - 『ビッグコミックスピリッツ』（1991年）
- 鐘 - 『Men's漫画アクション』（1991年 - 1992年）
- おいでベタ坊 - 『ミスターマガジン』（1991年 - 1992年）
- tell me. - 『週刊ヤングサンデー』（1992年）
- 逆子 - 『近代麻雀オリジナル』（1992年）
- ショッポ（単行本収録時に「湯けむりBUSYバンバン!!」に改題） - 『ビッグコミックスペリオール』（1992年）
- 営業猿 - 『ミスターマガジン』（1992年）
- おセンチ極道魂一発 - 『グランドチャンピオン』（1992年）
- 晩年ダイナマイツ - 『漫画ジャパン』（1992年）
- おはよう - 『モーニング』（1992年 - 1993年）
- 競馬狂走伝 ありゃ馬こりゃ馬 - 『ヤングマガジン増刊エグザクタ』（1993年）→『週刊ヤングマガジン』（1993年 - 1999年）、原作：田原成貴
- 任侠ぶたれ豚 - 『週刊ヤングマガジン』（1993年）
- うぉ～ッ苦マン - 『ビッグコミックスピリッツ増刊ビッグコミックスピリッツ21』（1993年）
- パチンコ断末魔 - 『パチンカーワールド』（1993年）
- パチンポ - 『パチンカーワールド』（1993年 - 1998年）
- キャッチボール - 『ビッグコミックスピリッツ増刊ビッグコミックスピリッツ21』（1993年）
- 異邦人 - 『モーニング』（1993年 - 1994年）
- 東京ナッツ - 『パチンカーワールド』（1993年）
- 編集王 - 『ビッグコミックスピリッツ』（1994年 - 1997年）
- ゴルバ13 - 『みこすり半劇場』（1994年 - 1995年）→『ホラーM 11月16日増刊号 ミステリー劇場』（1996年）
- 病み打ち - 『漫画雀王』（1994年）
- マンボ好塚の知床番長 - 『パチンカーワールド』（1995年）
- ツッチーのダンディー気質 - 『ヤングテイオー』（1995年）
- ぬかずヌルハチ - 『COMIC CUE』（1996年）
- バカ - 『週刊ヤングサンデー』（1996年）
- 本音トーク - 『月刊コミックビンゴ』（1996年）
- せっかちピンちゃん - 『パチンカーワールド』（1996年）
- 競馬場の人たち / 競馬場の人たち 地底王国編 - 詳細不明（1996年）
- 眺めのいい教室 - 『ヤングマガジン増刊 赤BUTA』（1997年）
- THE BON - 『せっかちピンちゃん』（単行本、1997年）: 描き下ろし
- 水の中の月 - 『ヤングマガジン増刊エグザクタ』（1997年）→『ヤングマガジンアッパーズ』（1997年 - 1998年）
- 日本ダービーブックメーカー - 『ヤングマガジン増刊エグザクタ』（1997年）
- リアス式ブックメーカー - 『ヤングマガジン増刊エグザクタ』（1997年）
- 同じ月を見ている - 『週刊ヤングサンデー』（1998年 - 2000年） : 平成11年度文化庁メディア芸術祭マンガ部門優秀賞
- 春の夢 - 『月刊コミックビンゴ』（1998年）、原作：宮本輝
- あいつ雲 - 『COMIC P!』（1998年）
- 俺のマイボール - 『漫画アクション』（2000年）
- 月球～MOONLIGHT BASEBALL - 『ヤングマガジンアッパーズ』（2000年 - 2001年）
- もう恋なんてしない - 『別冊ヤングマガジン』（2000年）
- ルート77 もうひとつの尾崎豊物語… - 『コミックGOTTA』（2000年 - 2001年）
- 吉祥寺モホ面 - 『コミックバウンド』（2000年）→『土田世紀単行本未収録傑作集1 吉祥寺モホ面』（単行本、2008年）
- 帰ってきた編集王 - 『ビッグコミックスピリッツ』（2000年）
- 嫁に来ないか - 『週刊ヤングマガジン』（2000年）
- 雲出づるところ - 『モーニング』（2000年）
- 俺の生き方 - 『ヤングチャンピオン』（詳細不詳、2001年）
- ノーサンキュー ノーサンキュー - 『スピリッツ増刊 IKKI』（2002年）
- HOT MOON - 『ビッグコミックスペリオール』（2002年）
- 恋はどうだい - 『モーニング』（2002年）
- マネーの虎 - 『マネーの虎』（単行本、2002年）、共著者：栗原甚 : 描き下ろし
- ギラギラ - 『ビッグコミックスペリオール』（2002年 - 2004年）、原作：滝直毅
- キャット空中一時停止 - 『別冊モーニング』（2004年）
- 夜回り先生 - 『月刊IKKI』（2004年 - 2009年）→『夜回り先生 希望編』（単行本、2012年）、原作：水谷修
- サンボマスター - 『Quick Japan』（2005年）
- 俺のまんが道 - 『モーニング』（2006年 - 2009年）
- 生きても生きても雨（単行本収録時に「現金を燃やす会」に改題） - 『ケータイ★まんが王国』（menueサイト内、2008年 - 2011年）
- かぞく - 『週刊漫画ゴラク』（2011年 - 2012年）
- 俺の俺節 - 『定本 俺節 （下巻）』（単行本、2012年） : 描き下ろし
- 北海道ラーメン紀行 / 荻窪ラーメン紀行 / 札幌ラーメンカニ紀行 / いわきハワイアン紀行 / 美浦お正月紀行 - 詳細不明
- 競馬名馬コミック - 詳細不明
- レッツ・秋田 - 詳細不明
- ツッチーのカナダでドン - 『モーニング』（詳細不明）

### イラスト
- 中央競馬
- ココリコミラクルタイプ
- アンチェイン梶（映画「アンチェイン」ポスター、2001年）

## 単行本
- 未成年（アフタヌーンKCDX）（1988年6月、講談社）
- 永チャン（アフタヌーンKC）（1989年6月、講談社）
- タックルBEAT（アフタヌーンKC）（1990年1月、講談社）
- 高 (1)（モーニングKC）（1990年12月、講談社）
- 高 (2)（モーニングKC）（1991年1月、講談社）
- 俺節 (1)（ビッグコミックス）（1991年8月、小学館）
- 俺節 (2)（ビッグコミックス）（1991年11月、小学館）
- 俺節 (3)（ビッグコミックス）（1992年2月、小学館）
- 俺節 (4)（ビッグコミックス）（1992年5月、小学館）
- 卒業（バンブーコミックス）（1992年6月、竹書房）
- 俺節 (5)（ビッグコミックス）（1992年9月、小学館）
- 俺節 (6)（ビッグコミックス）（1992年12月、小学館）
- 俺節 (7)（ビッグコミックス）（1993年3月、小学館）
- 俺節 (8)（ビッグコミックス）（1993年5月、小学館）
- 俺節 (9)（ビッグコミックス）（1993年6月、小学館）
- 編集王 (1)（ビッグコミックス）（1994年5月、小学館）
- ありゃ馬こりゃ馬 (1)（原作：田原成貴）（ヤングマガジンKCSP）（1994年7月、講談社）
- 編集王 (2)（ビッグコミックス）（1994年10月、小学館）
- 編集王 (3)（ビッグコミックス）（1994年11月、小学館）
- 編集王 (4)（ビッグコミックス）（1995年1月、小学館）
- 編集王 (5)（ビッグコミックス）（1995年6月、小学館）
- ありゃ馬こりゃ馬 (2)（原作：田原成貴）（ヤングマガジンKCSP）（1995年6月、講談社）
- 編集王 (6)（ビッグコミックス）（1995年7月、小学館）
- 編集王 (7)（ビッグコミックス）（1995年10月、小学館）
- ありゃ馬こりゃ馬 (3)（原作：田原成貴）（ヤングマガジンKCSP）（1995年12月、講談社）
- 編集王 (8)（ビッグコミックス）（1996年1月、小学館）
- 編集王 (9)（ビッグコミックス）（1996年4月、小学館）
- ありゃ馬こりゃ馬 (4)（原作：田原成貴）（ヤングマガジンKCSP）（1996年4月、講談社）
- 編集王 (10)（ビッグコミックス）（1996年6月、小学館）
- 編集王 (11)（ビッグコミックス）（1996年8月、小学館）
- ありゃ馬こりゃ馬 (5)（原作：田原成貴）（ヤングマガジンKCSP）（1996年9月、講談社）
- 編集王 (12)（ビッグコミックス）（1996年11月、小学館）
- 鯱（ぶんか社コミックス）（1996年12月、ぶんか社）
- せっかちピンちゃん（白夜コミックス）（1996年12月、白夜書房）
- 鐘（文春コミックス）（1996年12月、文藝春秋）
- ありゃ馬こりゃ馬 (6)（原作：田原成貴）（ヤングマガジンKCSP）（1996年12月、講談社）
- 編集王 (13)（ビッグコミックス）（1997年4月、小学館）
- ありゃ馬こりゃ馬 (7)（原作：田原成貴）（ヤングマガジンKCSP）（1997年4月、講談社）
- 編集王 (14)（ビッグコミックス）（1997年6月、小学館）
- ありゃ馬こりゃ馬 (8)（原作：田原成貴）（ヤングマガジンKCSP）（1997年8月、講談社）
- 編集王 (15)（ビッグコミックス）（1997年9月、小学館）
- ありゃ馬こりゃ馬 馬のことならタバラに聞け!!（原作：田原成貴）（KCDX）（1997年10月、講談社）
- 編集王 (16)（ビッグコミックス）（1997年12月、小学館）
- ありゃ馬こりゃ馬 (9)（原作：田原成貴）（ヤングマガジンKCSP）（1997年12月、講談社）
- ありゃ馬こりゃ馬 (10)（原作：田原成貴）（ヤングマガジンKCSP）（1998年4月、講談社）
- 春の夢（原作：宮本輝）（文春コミックス）（1998年6月、文藝春秋）
- ありゃ馬こりゃ馬 (11)（原作：田原成貴）（ヤングマガジンKCSP）（1998年9月、講談社）
- 同じ月を見ている (1)（ヤングサンデーコミックス）（1998年11月、小学館）
- 水の中の月 (1)（アッパーズKC）（1998年11月、講談社）
- ありゃ馬こりゃ馬 (12)（原作：田原成貴）（ヤングマガジンKCSP）（1998年12月、講談社）
- 同じ月を見ている (2)（ヤングサンデーコミックス）（1999年2月、小学館）
- ありゃ馬こりゃ馬 (13)（原作：田原成貴）（ヤングマガジンKCSP）（1999年3月、講談社）
- 同じ月を見ている (3)（ヤングサンデーコミックス）（1999年5月、小学館）
- ありゃ馬こりゃ馬 (14)（原作：田原成貴）（ヤングマガジンKCSP）（1999年5月、講談社）
- ありゃ馬こりゃ馬 (15)（原作：田原成貴）（ヤングマガジンKCSP）（1999年6月、講談社）
- ありゃ馬こりゃ馬 (16)（原作：田原成貴）（ヤングマガジンKCSP）（1999年7月、講談社）
- 同じ月を見ている (4)（ヤングサンデーコミックス）（1999年8月、小学館）
- ありゃ馬こりゃ馬 (17)（原作：田原成貴）（ヤングマガジンKCSP）（1999年10月、講談社）
- ありゃ馬こりゃ馬で勝ち馬を探せ!（原作：田原成貴）（KCDX）（1999年10月、講談社）
- 同じ月を見ている (5)（ヤングサンデーコミックス）（1999年12月、小学館）
- 同じ月を見ている (6)（ヤングサンデーコミックス）（2000年3月、小学館）
- 同じ月を見ている (7)（ヤングサンデーコミックス）（2000年5月、小学館）
- 俺のマイボール (1)（アクションコミックス）（2000年6月、双葉社）
- 俺のマイボール (2)（アクションコミックス）（2000年8月、双葉社）
- 俺のマイボール (3)（アクションコミックス）（2000年10月、双葉社）
- 月球－MOONLIGHT BASEBALL（アッパーズKC）（2001年6月、講談社）
- ルート77－もうひとつの尾崎豊物語…（GOTTA COMICS）（2001年6月、小学館）
- 雲出づるところ (上)（モーニングKC）（2002年3月、講談社）
- 雲出づるところ (下)（モーニングKC）（2002年3月、講談社）
- マネーの虎（監修：栗原甚）（2002年11月、日本テレビ放送網）
- ギラギラ (1)（原作：滝直毅）（ビッグコミックス）（2002年12月、小学館）
- ギラギラ (2)（原作：滝直毅）（ビッグコミックス）（2003年5月、小学館）
- ギラギラ (3)（原作：滝直毅）（ビッグコミックス）（2003年8月、小学館）
- ギラギラ (4)（原作：滝直毅）（ビッグコミックス）（2004年1月、小学館）
- ギラギラ (5)（原作：滝直毅）（ビッグコミックス）（2004年6月、小学館）
- ギラギラ (6)（原作：滝直毅）（ビッグコミックス）（2004年9月、小学館）
- ギラギラ (7)（原作：滝直毅）（ビッグコミックス）（2004年11月、小学館）
- 夜回り先生－ブランコ（原作：水谷修）（IKKI COMIX MIDNIGHT）（2004年12月、小学館）
- 夜回り先生 (1)（原作：水谷修）（IKKI COMIX）（2005年9月、小学館）
- ノーサンキューノーサンキュー（IKKI COMIX）（2005年10月、小学館）
- 夜回り先生 (2)（原作：水谷修）（IKKI COMIX）（2005年11月、小学館）
- 夜回り先生 (3)（原作：水谷修）（IKKI COMIX）（2006年4月、小学館）
- 夜回り先生 (4)（原作：水谷修）（IKKI COMIX）（2006年11月、小学館）
- 夜回り先生 (5)（原作：水谷修）（IKKI COMIX）（2007年4月、小学館）
- 夜回り先生 (6)（原作：水谷修）（IKKI COMIX）（2007年10月、小学館）
- 夜回り先生 (7)（原作：水谷修）（IKKI COMIX）（2008年2月、小学館）
- 夜回り先生 (8)（原作：水谷修）（IKKI COMIX）（2008年8月、小学館）
- 吉祥寺モホ面－土田世紀単行本未収録傑作集1（グリーンアローコミックススペシャル）（2008年8月、青泉社）
- サバス!－土田世紀単行本未収録傑作集2（グリーンアローコミックススペシャル）（2008年9月、青泉社）
- 夜回り先生 (9)（原作：水谷修）（IKKI COMIX）（2009年1月、小学館）
- 夜回り先生 特別編 さよならが、いえなくて（原作：水谷修）（IKKI COMIX）（2009年5月、小学館）
- 定本俺節 (上)（エフコミックス）（2010年11月、太田出版）
- 定本俺節 (中)（エフコミックス）（2011年1月、太田出版）
- 定本俺節 (下)（エフコミックス）（2011年2月、太田出版）
- 現金を燃やす会（ニチブンコミックス）（2011年4月、日本文芸社）
- 夜回り先生 希望編（原作：水谷修）（IKKI COMIX）（2012年6月、小学館）
- かぞく（ニチブンコミックス）（2013年4月、日本文芸社）
- SEIKI 土田世紀43年、18,000枚の生涯（IKKI COMIX）（2014年5月、小学館）

## 関連人物
えりちん
元アシスタント。えりちんがヤングアニマルで連載している描かないマンガ家の第3巻の帯と公式ホームページには、土田が推薦文を寄せている。